# Geelsnavelboomklever
De geelsnavelboomklever (Sitta solangiae) is een zangvogel uit het geslacht Sitta.

## Verspreiding en leefgebied
Deze soort komt voor in Vietnam, Laos en Zuidoost-China en telt 3 ondersoorten:
- S. s. solangiae: noordelijk Vietnam.
- S. s. fortior: zuidoostelijk Laos, centraal en zuidelijk Vietnam.
- S. s. chienfengensis: Hainan.